# 99.9 -형사 전문 변호사-
《99.9 -형사 전문 변호사-》(일본어: 99.9 -刑事専門弁護士-)는 2016년 4월 17일부터 6월 19일까지 매주 일요일 21:00 ~ 21:54에 TBS 계열의 〈일요극장〉 시간대에서 방송된 텔레비전 드라마이다. 주연은 마츠모토 준. 2018년 1분기 시즌 2가 방영되었다. 2021년8월에는 이드라마가 영화로 제작이 된다. 2021년12월30일에 《99.9-형사 전문 변호사-THE MOVIE》개봉을 앞두고 있다.

## 개요
2016년에 제작 및 방송한 TBS의 연속드라마. TBS 일요극장 시리즈의 2016년 2분기 작품. 2016년 4월 17일에 시즌1이 방영됐고, 현재 2018년 1월 14일부터는 시즌 2가 방영되고 있다.
일본 사법 제도의 문제점인 엔자이를 다룬 드라마로, 형사재판에 기소된 피고인으로부터 진실을 찾아내어 무죄를 증명하기 위해 고군분투하는 변호사들의 이야기를 다룬 법률 드라마이다, 드라마 제목의 99.9는 일본 형사 재판의 유죄 판결률인 99.9%를 의미한다.
시즌 1에서는 주인공 측과 검찰과의 싸움을 다뤘다면 시즌 2에서는 법원과 판사가 상대로 나온다. 재판의 결과를 결정할 수 있는 위치에 있는 입장 상 상대도 시즌 1보다 확대된 모양이지만 이에 따라 마다라메 법률 사무소 측에서 미야마와 콤비를 이루는 변호사도 시즌 1에서는 검사 출신인 사다 아츠히로가 주 상대역으로 나왔다면 시즌 2에서는 판사 출신인 오자키 마이코의 비중이 좀 더 높아졌다. 각각 검찰과 법원이 내부사정에 대한 정보 제공 역할을 겸하고 있다.

## 캐스트

### 마다라메 법률 사무소
미야마 히로토 (33) - 마츠모토 준
형사 전문 룸 잘생긴 꽃미남 변호사.
카나자와 시립 대학 법학부 출신.
나이에 비해서 잘생겼다.
사다 아츠히로 (47) - 카가와 테루유키
형사 전문 룸 실장.
도쿄 대학 법학부 출신. 전 도쿄 구 검찰청 검사.
타치바나 아야노 (27) - 에이쿠라 나나
형사 전문 룸 변호사.
도쿄 대학 법학부 출신.
아카시 타츠야 (40) - 카타기리 진
법률사무 보조원.
후지노 히로키 (44) - 마기
타치바나 담당 법률사무 보조원.
토가와 나츠코 (36) - 와타나베 마키코
법률사무 보조원.
시가 마코토 (46) - 후지모토 타카히로
기업 법무 담당 변호사.
오치아이 요헤이 (27) - 바바 토오루
변호사.
마다라메 하루히코 (65) - 키시베 잇토쿠
매니징 파트너 소장.

### 도쿄 지방 검찰청
마루카와 타카히사 (36) - 아오키 무네타카
검찰관.
이나바 - 코이치 만타로
형사부장.
오오토모 슈이치 (60) - 오쿠다 에이지
검사정.

### 그 외
사다 유키코 (36) - 에미 쿠라라
아츠히로의 아내.
사다 카스미 - 하타 메이
아츠히로와 유키코의 딸.
반도 켄타 (44) - 이케다 타카후미
요릿집 〈이토콘치〉 점주.
카나코 (24) - 키시이 유키노
요릿집 〈이토콘치〉 단골손님.
미야마 다이스케 - 슈토 야스유키
히로토의 아버지. 음식점 경영.

## 스태프
- 각본 - 우다 마나부
- 트릭 감수 - 마키타 미츠하루
- 음악 - 이즈츠 아키오
- 프로듀스 - 세토구치 카츠아키, 사노 아유미
- 연출 - 키무라 히사시, 카네코 후미노리, 오카모토 싱고
- 제작 저작 - TBS

## 콜라보
- 「역전재판 ~그 「진실」, 이의 있소!~」- 요미우리 TV·니혼 TV 계열에서 2016년 4월 2일부터 9월 24일까지 방송된, 컴퓨터 게임 「역전 재판」시리즈를 원작으로 한 애니메이션 작품.2016년 6월 19일 방송된 '99.9' 마지막화에서 '역전재판' 캐릭터 이름이 등장했다.이것에 응해서인지, 「역전재판」에서도 제13화에 「99.9」를 생각하게 하는 문자열이 등장하고 있다.
- 「은하철도 999」등으로 알려진 유명만화가 마츠모토 레이지씨(80)가 TBS계 일요극장 「99.9-형사 전문 변호사-SEASONII」의 제7화(4일 방송)에 게스트로 출연한다.마츠모토 레이지씨가 등장하는 것은, 주인공이 얹혀사는 분식집 「사촌집」의 씬.공개된 장면 사진에는, 아프로 헤어차림의 마츠모토 레이지씨에 가세해 「은하철도 999」의 히로인·메텔로 보이는 인물의 뒷모습이 찍혀 있고, 제7화에서는 「99.9」와「999」와의 코라보가 실현되었다.

## 방송 일자
SEASON I
| 각 화                                                       | 방송일          | 부제                                                                                     | 연출            | 시청률 |
| ----------------------------------------------------------- | --------------- | ---------------------------------------------------------------------------------------- | --------------- | ------ |
| request.01                                                  | 2016년 4월 17일 | 0.1%에 집착하는 엉뚱한 남자 등장!! 역전 불가능한 사건에 도전하라                         | 키무라 히사시   | 15.5%  |
| request.02                                                  | 4월 24일        | 정당방위인가 살인인가? 감춰진 경악의 진상                                                | 키무라 히사시   | 19.1%  |
| request.03                                                  | 5월 1일         | 사라진 1000만 엔!! 공백의 15년…어머니와 딸의 유대                                        | 카네코 후미노리 | 16.2%  |
| request.04                                                  | 5월 8일         | 영원히 증명할 수 없는 무실!! 역전의 한 수는                                              | 카네코 후미노리 | 16.3%  |
| request.05                                                  | 5월 15일        | 흑막은 사다!? 연결된 2개의 사건~전편                                                     | 키무라 히사시   | 18.9%  |
| request.06                                                  | 5월 22일        | 절대 무너뜨릴 수 없는 증언!! 으뜸패는 사다의 과거                                        | 오카모토 싱고   | 13.3%  |
| request.07                                                  | 5월 29일        | VS 완전 범죄자!! 흉기에 숨겨진 덫…                                                       | 키무라 히사시   | 17.7%  |
| request.08                                                  | 6월 5일         | 미야마 체포!! 마침내 밝혀지는 충격의 과거                                                | 키무라 히사시   | 18.6%  |
| request.09                                                  | 6월 12일        | 최종회 전 15분 확대!! 미야마, 패배!? 화려한 일족의 비극…                                 | 키무라 히사시   | 16.5%  |
| request.10                                                  | 6월 19일        | 오늘 밤 완결!! 팀 마다라메가 도전하는 최후의 난사건 인연의 숙적…숨긴 마음…자 최종 결전!! | 키무라 히사시   | 19.1%  |
| 평균 시청률 17.2% (시청률은 칸토 지구·비디오 리서치사 조사) |                 |                                                                                          |                 |        |

SEASON II
| 각 화                                                       | 방송일          | 부제 | 연출          | 시청률 |
| ----------------------------------------------------------- | --------------- | --- | ------------- | ------ |
| request.01                                                  | 2018년 1월 14일 | 파격적인 변호사가 돌아왔다!! 전판사의 요청!? 역전 불가능한 사건에 도전하라                                                  | 키무라 히사시 | 15.1%  |
| request.02                                                  | 1월 21일        | 26년 넘게 사실! 범인은 투명 인간!? 크리스탈이 이끄는 아버지의 원죄의 수수께끼                                               | 키무라 히사시 | 18.0%  |
| request.03                                                  | 1월 28일        | 전대 미문의 출장 법정 판사의 생각                                                                                           | 키무라 히사시 | 16.2%  |
| request.04                                                  | 2월 04일        | 기책!! 민사 법정에서 형사의 결백을 증명하라                                                                                 | 키무라 히사시 | 16.8%  |
| request.05                                                  | 2월 11일        | 왜곡 된 소년 재판 거짓말 쟁이는 누구!?                                                                                      | 오카모토 신고 | 17.0%  |
| request.06                                                  | 2월 25일        | 마이코의 남동생이 살인자!? 원인은 누나 ... 잃어버린 인연 진상 열쇠는 2년전 사건에 있었다!                                   | 키무라 히사시 | 17.0%  |
| request.07                                                  | 3월 04일        | 민완 변호사 체포!! 결국 법원과 전면 대결                                                                                    | 키무라 히사시 | 17.4%  |
| request.08                                                  | 3월 11일        | 첫 패소!! 성공적인 죄... 법원의 역습!! 묻힌 사실은...!?                                                                     | 오카모토 신고 | 18.0%  |
| last request                                                | 3월 18일        | 미야마, 마지막 싸움! 절대 불가능의 재심 청구 결백을 믿는 아들의 눈물 최강의 적... 상처 입은 판사의 비책!! 0.1 %의 역전 될까 | 키무라 히사시 | 21.0%  |
| 평균 시청률 17.6% (시청률은 칸토 지구·비디오 리서치사 조사) |                 | |               |        |

## 같이 보기
- 99.9-형사 전문 변호사-THE MOVIE